# Steven M. Girvin
Steven M. Girvin, född 1950 i Austin, Texas, är en amerikansk fysiker. Han innehar Eugene Higgins-professuren i tillämpad fysik och är och Deputy Provost for Research vid Yale University. Han invaldes 2007 som utländsk ledamot av svenska Vetenskapsakademien.
2017 utnämndes han till hedersdoktor vid Chalmers tekniska högskola med bland annat motiveringen "Girvin är en framstående forskare inom den teoretiska kondenserade materiens fysik och har bland annat bidragit avsevärt till framsteg inom kvanthalleffekt, enelektronik och kvantinformation. Parallellt med sitt provost-uppdrag leder Steve Girvin en teorigrupp som varit mycket framgångsrik inom kvantinformation. Bland annat har gruppen arbetat fram koncept för nya kvantbitar och lagt grunden till forskningsområdet krets-kvantelektrodynamik."